# Clemons
Clemons – miasto w Stanach Zjednoczonych, w stanie Iowa, w hrabstwach Marshall. 

## Demografia
Zgodnie ze spisem statystycznym z 2000, miasto liczyło 148 mieszkańców. W 2023 liczba mieszkańców spadła do 133 osób, a gęstość zaludnienia do 190 osób/km².